# Terellia vectensis
Terellia vectensis är en tvåvingeart som först beskrevs av Collin 1937.  Terellia vectensis ingår i släktet Terellia och familjen borrflugor. Inga underarter finns listade i Catalogue of Life.